# Hypoleria macasana
Hypoleria macasana är en fjärilsart som beskrevs av Embrik Strand 1916. Hypoleria macasana ingår i släktet Hypoleria och familjen praktfjärilar. Inga underarter finns listade i Catalogue of Life.